# Nora Tausz Rónai
Nora Tausz Rónai (Fiume, 29 de febrero de 1924) es una escritora y nadadora brasileña.

## Trayectoria
Nora nació en la ciudad italiana de Fiume, actual Rjeka, en el seno de una familia de judíos italo-magiares. Se trasladó con su familia a Hungría donde su padre, Edoardo Tausz era presidente de una agencia de seguros. Asistió a la escuela en Hungría hasta los 11 años, cuando en 1935, el gobierno húngaro emitió una ley que impedía a los no ciudadanos trabajar en puestos de alto rango.
La familia volvió a su ciudad natal, pero en 1938 el gobierno fascista de Mussolini promulgó las leyes raciales quitaban la ciudadanía a los judíos e impidió a Nora y su hermano seguir asistiendo a la escuela. Durante cinco años recibió clases particulares de francés y matemáticas. Debido a la persecución nazi de la época, en 1941 Nora Tausz huyó con su familia a Río de Janeiro a bordo del barco español Cabo de Hornos.
En Brasil, se casó con el filólogo, traductor y escritor Paulo Rónai, judío húngaro como sus padres, con quien tuvo dos hijas, Cora Rónai, periodista, y Laura Rónai, música y crítica. Se convirtió en arquitecta y profesora universitaria y además practicaba el buceo y la natación. A los 69 años comenzó a participar en competiciones de natación.
Nora Tausz Ronai habla siete idiomas, italiano, húngaro, alemán, francés, inglés y portugués y fiumano, un dialecto del veneciano. Escribió tres libros, dos de ellos publicados en 2014. El primero, “El robo de la varita mágica y otros cuentos”, es una colección de cuentos infantiles, basados en los cuentos que contaba a sus hijas y nietas cuando eran niñas. El segundo, "Memorias de un lugar llamado Dónde", es una autobiografía, en la que narra parte de su infancia en Europa y la llegada de su familia a Brasil, huyendo de la guerra.

## Reconocimientos
Ha conseguido varios récords nacionales y regionales en su grupo de edad en Juegos Brasileños, Sudamericanos y Panamericanos. Ha ganado 13 medallas de oro y batió 12 récords mundiales en la competición internacional para deportistas mayores de 35 años, el Campeonato Mundial Máster. En agosto de 2014, a los 90 años, ganó seis medallas de oro en el Campeonato Mundial Masters en Montreal, Canadá. En ese certamen, nadó los 200 metros mariposa por debajo de los nueve minutos, estableciendo un récord mundial al ser la nadadora de mayor edad en lograrlo.
En 2017, la BBC la reconoció como una de las mujeres más influyentes del año al incluirla en su lista 100 Women. En 2022, con 98 años completó los 400 metros medley en los Juegos Panamericanos de Medellín, en Colombia.